# يهود متخفون

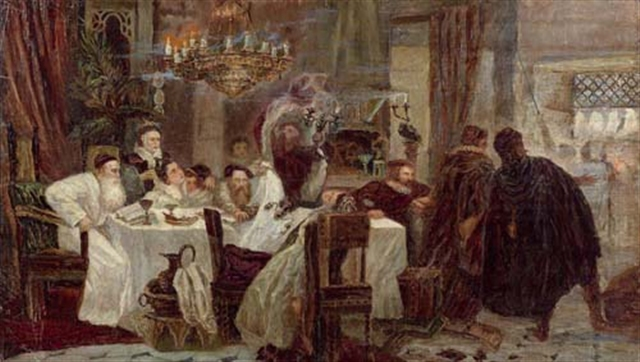
لوحة تصوّر المارانوس في إسبانيا خلال عصر محاكم التفتيش يقيمون عشية عيد الفصح اليهودي أو «ليل هسيدر» (بالعبريّة: לֵיל הַסֵּדֶר) بشكل سري، بريشة موشيه ميمون سنة 1892.

اليهود المُتخفّون هم اليهود الذين يتظاهرون باعتناق دين آخر غير اليهودية، بسبب ظروف مختلفة، ويظلون على دينهم في الواقع. تعود هذه الممارسة بشكل أساسي في الأماكن والفترات الزمنية حيث تم اضطهاد اليهود أو تم حظر اليهودية، ما أدى إلى ظهور يهود يمارسون اليهودية في خفية. ينطبق الاسم تاريخيًّا على اليهود الإسبانيين الذين اعتنقوا الكاثوليكية بالأخص، وهم معروفون باسم الكونفيرسو، أو الأنوسيم، أو المارانوس. ترتبط الظاهرة خصوصًا بإسبانيا في عصر النهضة، بعد مذبحة عام 1391 وطرد اليهود عام 1492.
ومن أهم فرق اليهود المتخفين في العالم المسيحي (المارانوس)، والذين أجبروا على التحول للمسيحية الكاثوليكية في شبه الجزيرة الإيبيرية في القرن الرابع عشر؛ ويُشار إليهم أيضاً بعدة أسماء منها المسيحيين الجدد (بالإسبانية:cristiano nuevo، بالبرتغالية:cristão-novo) والكونفرسوس (بالإسبانية: conversos) وبإسم التشويتاس (بالإسبانيّة: Chueta؛ بالكاتالانية:Xuetes) في جزيرة مايوركا. وقد أنتشر اليهود المتخفون في كافة مستعمرات الإمبراطورية الإسبانية في أمريكا اللاتينية وأندمجوا مع السكان المحليين الكاثوليك مما نتج عن جماعات كاثوليكية عبرانيّة. في القرن السابع عشر هاجر هربًا من الاضطهاد عدد من اليهود المتخفين إلى المملكة الهولندية، التي تبنت إثر استقلالها عن إسبانيا، الكالفينية كمذهب رسمي وتبنت نظامًا ليبراليًا ما جعلها بنوع خاص موئلاً لمختلف الأقليات المضطهدة خصوصًا اليهود وهناك عاد اليهود المتخفين إلى دينهم الأصلي اليهودية.
ومن أهم فرق اليهود المتخفين في العالم الإسلامي يهود الدونمة (بالتركيّة: Dönme) في تركيا، وهي طائفة من اليهود من أتباع سباتاي زيفي أجبرت على التحول للدين الإسلامي في عهد السلطان محمد الرابع، فضلًا عن جماعة جديد الإسلام وهي طائفة من اليهود في إيران، أجبرت على التحول للإسلام عقب أعمال شغب ضد اليهود في مشهد وخراسان الكبرى عام 1839. فضلًا عن بعض القبائل الرحل في صحراء المغرب.

## أوروبا
رسميًّا، سُمّي اليهود الذين اعتنقوا المسيحية في إسبانيا في القرنين الرابع عشر والخامس عشر المسيحيين الجدد، ولكن كان الاسم السائد لهم الكونفيرسو (المسيحيون الجدد). سنّت إسبانيا والبرتغال قوانين تحد حقوق اليهود في البلدان والمستعمرات التي تحت سيطرتهم، ولم يسمح لسوى المسيحيين الذهاب إلى العالم الجديد.[محل شك] وعلى الرغم من مخاطر محاكم التفتيش، استمر كثير من المتنصّرين في ممارسة يهوديتهم سرًّا، من ذلك احتفالهم بسانتا إستيريكا.
بعد مرسوم الحمراء عام 1492، اعتنق كثير من المتنصّرين، الذين يدعون أيضًا تشويتا في الجزر الباليرية التي تحكمها إسبانيا، الكاثوليكية الرومية علنًا، والتزموا باليهودية سرًّا، حتى مع وجود محاكم التفتيش. كان هؤلاء من أوائل اليهود المتخفين وأعرَفهم.
وُجدت اليهودية المتخفية أيضًا في فترات أقدم، في كل مرة يُكره فيها حكام مناطق اليهود اليهود على اعتناق دين الأغلبية. بعض اليهوديين من الطائفة السبتية (ساباتي زيفي) اعتنقوا الإسلام رسميًّا وأطلق عليهم الدونمة. وبعد ذلك اعتنق أتباع يعقوب فرانك المسيحية ولكنهم حافظوا على جوانب من يهوديتهم.
استمر وجود اليهود المتخفين في روسيا وأوروبا الشرقية بتأثير الاتحاد السوفييتي وصعود الشيوعية مع الثورة الروسية عام 1917. لم تجبر الحكومة اليهود على اعتناق الكنيسة الأرثوذكسية الروسية، بل كان في الحكومة نفسها يهود شيوعيون علمانيون، ولكنها كانت تكره ممارسة أي دين. سُمح لبعض الأديان أن تستمر تحت إشراف شديد من النظام. منذ انتهاء الشيوعية، قام ناسٌ كثيرون في الدول السوفييتية، كان أجدادهم يهودًا، وأعلنوا التزامهم بدين أجدادهم من جديد.
حافظ «يهود البلمونت» في البرتغال، الذين يرجع وجودهم إلى القرن الثاني عشر، على تراث سرّي قوي قرونًا عديدة. استمر مجتمع كامل بالسرّيّة لأنه حافظ على تراث يلزمه بالزواج الداخلي، وبإخفاء كل المظاهر الخارجية للتدين. لم يكتشف هؤلاء اليهود ولا شعائرهم إلا في القرن العشرين. تراثهم السفاردي الغني فريد في اليهودية المتخفية. ينتسب بعضهم اليوم إلى الأرثوذكسية اليهودية، ولكن كثيرًا منهم يحافظ على تقاليده بنت القرون الطويلة.

### دور ابن ميمون
أصدر ابن ميمون، وهو من الشخصيات البارزة في اليهودية وكاتب تفسير مشنه توراه للتلمود، ردًّا عقديًّا على إكراه اليهود في الجزيرة الآيبيرية على تغيير دينهم على يد الموحدين:
في رسالته عن الشهادة، قال ابن ميمون إن اليهود المضطهدين يجب أن يعلنوا إسلامهم ويحافظوا على يهوديتهم متخفية، وألّا يطلبوا الشهادة إلا إذا أُكرهوا على انتهاك الوصايا اليهودية على الملأ. ونقض ابن ميمون كاتبًا دافع عن الشهادة ووصف كلامه بأنه «هراء وثرثرة غبية طويلة الذيل»، لأنه كان يضلل اليهود ويضرهم. في نظرة فاحصة للماضي اليهودي، يذكر ابن ميمون أمثلة عن مهرطقين ومذنبين في الكتاب المقدس ليظهر أنه حتى ظلّام إسرائيل جزاهم الله ولو بفعل واحد من الرحمة أو الاحترام. فما أعظم جزاء اليهود إذن، «الذين على رغم شدائد الإكراه في الدين يلتزمون بالوصايا سرًّا».
ناصر ابن ميمون العقلانية وفضّلها على فكرة طلب الشهادة عند الفتنة الدينية، التي كانت مقبولة وقتها. جعل هذا اليهودية المتخفية شرعية في أسس الدين وقدّم دعمًا عقديًّا لليهود في قرون محاكم التفتيش الإسبانية (1478–1834).

### قبل محاكم التفتيش الإسبانية
حسب الموسوعة اليهودية، حدثت عدة حوادث من الإكراه على تغيير الدين قبل عام 1492 وخارج إيبيريا. من أقدمها ما حدث بعد قرن من سقوط روما وكان في كليرمون فيران. بعد أن أصبح عضو من المجتمع اليهودي في كليرمون فيران يهوديًّا مسيحيًّا، واضطهده مجتمعه لأجل ذلك، اضطهدت الكتيبة التي كان يزحف فيها مضطهديه:
شنّ أصحاب هذا الموقف بعد ذلك هجمة «دمّرت المكان تدميرًا، وتركته على الأرض». بعد ذلك، أرسل الأسقف أفيتوس رسالة إلى اليهود تبرّأ فيها من استعمال الإكراه لتنصيرهم، ولكنه قال في نهاية الرسالة: «فإذا كنتم مستعدّين لتؤمنوا بما أومن به، وتكونوا مجتمعين معنا، سأكون كاهنكم، أما إذا لم تكونوا مستعدّين، فاتركوا هذا المكان». تردّد المجتمع ثلاثة أيام قبل أن يأخذ قرارًا. ثم قبلت الأغلبية، وهم نحو 500، الدين المسيحي. رحّب مسيحيو كليرمونت بالحدث بفرحة: «أُشعلت الشموع، وأُضيئت المصابيح، وأشعّت المدينة كلّها بضوء قطيع الثلج الأبيض» (أي المتنصّرين بالإكراه). فضّل بعض اليهود النفي إلى مرسيليا (غريغوري التوري (الفلورنسي)، التواريخ، 5:11). كتب الشاعر فيناتيوس فورتوناتوس قصيدة لتكون تذكارًا على الحدث. في عام 582، أجبر الملك الفرنجي شيلبيريك كثيرًا من اليهود على اعتناق المسيحية. هنا أيضًا، لم يكن هؤلاء المتنصّرون قابلين بتنصّرهم تمامًا، لأن «بعضهم، تطهّر جسمه ولكن لم يتطهر قلبه، ورفض الله، وعاد إلى غدره القديم، فحافظوا على السبت إلى جانب الأحد» (المرجع السابق، 6:17).
سبق التنصير في كليرمون فيران أول تنصير في إيبيريا بأربعين عامًا. حدثت المعموديات الإكراهية لليهود في إيبيريا عام 616 على يد سيسيبت ملك القوط الغربيين:
جرت محاولة مستمرة لإكراه اليهود على التنصّر في القرن السابع على يد القوط الغربيين في إسبانيا بعد أن اعتنقوا الدين الروماني الكاثوليكي. اتُّبعت إجراءات قانونية سهلة نسبيًّا ثم تبعها مرسوم شديد أصدره الملك سيسيبت عام 616، يقضي بتعميد كل اليهود بالإكراه. بعد التنصّر، حافظ هؤلاء اليهود على عصبيتهم اليهودية وحياتهم الدينية حفاظًا ظاهرًا. ما من شكٍّ أن هذه المشكلة لم تزل تشغل الحكّام الإسبان في مجالس طليطلة المتتالية التي كانت تمثّل السلطات الكنسية والعلمانية، لذلك، اتخذت إجراءات لضمان حصول أبناء المتنصّرين على تعليم ديني، ومنع الجيل الأقدم من الاستمرار في المحافظة على الطقوس اليهودية أو الامتناع عن الحفاظ على الطقوس الكاثوليكية. ثم أُكره اليهود على نظام فيه إشراف شديد لرجال الدين على طريقة حياتهم وحركتهم...

### نيوفيتي
النيوفيتي هم مجموعة من اليهود المتخفين عاشوا في صقلية، التي كانت تشمل كل جنوبي إيطاليا من القرن الثالث عشر إلى القرن السادس عشر.

### سوسيتي
نسب سوس، وسوبكيند ولينداور، كان نسبًا يهوديًّا متخفّيًّا سوييًّا، استقر في الإمبراطورية الرومانية المقدسة وعاش أبناؤه يهودًا متخفّين يظهرون الكاثوليكية أو البروتستانتية. من الأنساب الفرعية للينداور: لينداويري، وليندوير، ولنداير، وليندواير، وليندياور، وليندياوير، ولينداور، ولينداير وليندار.

## في حوض المتوسط وآسيا
قطنت على الأراضي المسلمة عدة مجتمعات يهودية متخفية. يعتقَد أن أسلاف الداغاتون في المغرب حافظوا على شعائرهم اليهودية زمنًا طويلًا قبل إسلامهم الرسمي. في إيران، عاش في مشهد مجتمع كبير من اليهود المتخفين قرب خراسان، وكانوا يسمّون «جديد الإسلام»، وقد اعتنقوا الإسلام جميعًا في نحو عام 1839 بعد أحداث الله داد. هاجر معظم أبناء هذا المجتمع إلى إسرائيل عام 1946. اعتنق بعضهم الإسلام وبقي في إيران.